# La Cañada (Perú)
La Cañada es un caserío peruano ubicado en el distrito de Pativilca, perteneciente a la provincia de Barranca del departamento de Lima, en la costa central del Perú. 

## Ubicación
La Cañada se ubica al norte de la provincia de Barranca, en el distrito de Pativilca, en el departamento de Lima.

## Demografía
En 2017 La Cañada tenía una población de 68 habitantes.